# Derby calcistici in Turchia
Questa è una lista dei principali derby calcistici in Turchia.

## Derby cittadini
- Derby di Adana: Adanaspor-Adana Demir[1]
- Derby di Ankara: Gençlerbirliği-Ankaragücü[2][3]
- Derby d'Istanbul:
  - Derby dei Grandi Tre:
    - Derby intercontinentale: Fenerbahçe-Galatasaray S.K.
    - Beşiktaş–Fenerbahçe: Beşiktaş-Fenerbahçe
    - Beşiktaş–Galatasaray: Beşiktaş-Galatasaray S.K.

  - Derby del Distretto: Kasımpaşa SK-Fatih Karagümrük[4]
  - Derby d'Istanbul Est: Kartalspor-Pendikspor[5]
- Derby di Smirne:
  - Derby della Grande Smirne: Göztepe-Karşıyaka[6][7]
  - Derby della Capitale: Göztepe-Altay[8]
  - Vecchio derby: Karşıyaka-Altay[9]
  - Derby della periferia: Karşıyaka-Bucaspor[10]

## Derby provinciali
- Derby d'Antalya: Alanyaspor-Antalyaspor[11][12][13]
- Derby d'Aydın: Aydınspor-Nazilli Belediyespor[14]
- Derby di Balıkesir: Balıkesirspor-Bandırmaspor[15][16]
- Derby di Kocaeli: Kocaelispor-Gebzespor[17]
- Derby di Manisa: Akhisar Belediyespor-Turgutluspor[18]
- Derby di Mersin: Mersin İdman Yurdu-Tarsus İdman Yurdu[19]

## Derby regionali
- Derby del Mar Nero:
  - Vecchio derby: Trabzonspor-Samsunspor[20]
  - Derby orientale: Trabzonspor-Çaykur Rizespor[21]
  - Derby occidentale: Orduspor-Giresunspor[22]
- Derby dell'Anatolia centrale: Kayserispor-Sivasspor[23]
- Derby della Çukurova:
  - Mersin İdman Yurdu-Adanaspor[24][25]
  - Mersin İdman Yurdu-Adana Demirspor[26][27]
- Derby orientali:
  - Malatyaspor-Elazığspor[28][29]
  - Elazığspor-Diyarbakırspor[30]
  - Malatyaspor-Diyarbakırspor[31]
- Derby della Marmara orientale:Bursaspor-Eskişehirspor[32][33]